# Leitlinien der Deutschen Bischofskonferenz zum Vorgehen bei sexuellem Missbrauch
Die Leitlinien der Deutschen Bischofskonferenz zum Vorgehen bei sexuellem Missbrauch sind ein Regelwerk der Deutschen Bischofskonferenz zum Umgang mit sexuellem Missbrauch in der römisch-katholischen Kirche in Deutschland. Sie beschreiben unter anderem den Ablauf der innerkirchlichen Untersuchung und die Zusammenarbeit mit staatlichen Stellen bei erwiesenen Fällen. Die im Jahr 2002 beschlossenen Leitlinien wurden in den Jahren 2010 und 2013 reformiert und am 1. Januar 2020 durch die neue Missbrauchsordnung ersetzt.
Die Deutsche Bischofskonferenz hat seit 2010 ein weiteres Regelwerk zur Prävention von  sexuellem Missbrauch, die sogenannte „Rahmenordnung Prävention“. In den Jahren 2013 und 2020 traten überarbeitete Fassungen in Kraft.

## Leitlinien 2002
Die Deutsche Bischofskonferenz beschloss im September 2002 in Fulda die Leitlinien in ihrer ersten Fassung. Sie regeln laut der damaligen Überschrift das „Vorgehen bei sexuellem Missbrauch Minderjähriger durch Geistliche im Bereich der Deutschen Bischofskonferenz“.
Die Leitlinien des Jahres 2002 sind in 9 Abschnitte mit 16 nummerierten Regelungen gegliedert. In jedem Abschnitt ist eine Themenangabe vorangestellt:
- I. Zuständigkeit. Der Diözesanbischof ernennt einen Beauftragten, dem ein Arbeitsstab aus Fachleuten wie Psychologen, Ärzten und Juristen, Laien und Geistlichen zur Seite gestellt werden kann. Der Beauftragte, an den sich kirchliche Mitarbeiter zu wenden haben, die von sexuellem Missbrauch erfahren haben, ist auch zuständig für Kontakte zu Strafverfolgungsbehörden.
- II. Prüfung und Beurteilung. Der vom Diözesanbischof Beauftragte spricht mit dem Verdächtigten und nimmt Kontakt mit dem, wie es heißt, mutmaßlichen, Opfer auf. Der Diözesanbischof ist von der Untersuchung zu unterrichten.
- III. Kirchliche Voruntersuchung. Diese wird gemäß dem Codex Iuris Canonici (Gesetzbuch des kanonischen Rechts) von einer vom Bischof bestimmten Person durchgeführt. Das Ergebnis der Voruntersuchung ist dem Apostolischen Stuhl zuzuleiten, entsprechend dem päpstlichen Dekret Sacramentorum sanctitatis tutela aus dem Jahr 2001.
- IV. Zusammenarbeit mit den staatlichen Strafverfolgungsbehörden. Dazu heißt es: „In erwiesenen Fällen sexuellen Missbrauchs Minderjähriger wird dem Verdächtigten – falls nicht bereits eine Anzeige vorliegt oder Verjährung eingetreten ist – zur Selbstanzeige geraten und je nach Sachlage die Staatsanwaltschaft informiert.“
- V. Hilfen für Opfer und Täter. Vorgesehen ist, dass der Bischof mit dem Opfer und seinen Angehörigen spricht und sein Bedauern ausdrückt. Dem Opfer werden Hilfsangebote unterbreitet. Vom Täter wird eine Therapie verlangt.
- VI. Kirchliche Strafmaßnahmen. Diese können einen unterschiedlichen Umfang haben. Geistliche, die wegen erwiesenen sexuellen Missbrauchs mit einer Kirchenstrafe belegt worden sind, sollen nicht mehr in Bereichen eingesetzt werden, die sie mit Kindern und Jugendlichen in Verbindung bringen.
- VII. Information der Öffentlichkeit.
- VIII. Prävention.
- IX. Entsprechendes Vorgehen bei anderen kirchlichen Mitarbeitern. Sonstige Beschäftigte der Kirche, die sich sexuellen Missbrauchs Minderjähriger schuldig machen oder gemacht haben, sollen ebenfalls nicht mehr in der Arbeit mit Kindern und Jugendlichen geduldet werden. Dabei sind die Regelungen des Arbeitsrechts zu beachten.

## Leitlinien 2010
Am 1. September 2010 traten erweiterte und teilweise verschärfte Leitlinien in Kraft. Der Titel lautete: „Leitlinien für den Umgang mit sexuellem Missbrauch Minderjähriger durch Kleriker, Ordensangehörige und andere Mitarbeiterinnen und Mitarbeiter im Bereich der Deutschen Bischofskonferenz“. Der Text der Leitlinien 2010 umfasst 7 Seiten mit 55 nummerierten Regelungen in 9 Hauptabschnitten, die teils mit Zwischenüberschriften weiter untergliedert sind.
Die neuen Leitlinien legten fest, dass die Missbrauchsbeauftragten in den Bistümern zur Sicherstellung ihrer Unabhängigkeit nicht der Bistumsleitung angehören sollen (Nr. 5). Auf eine Strafanzeige soll nur noch dann verzichtet werden soll, „wenn dies dem ausdrücklichen Wunsch des mutmaßlichen Opfers (bzw. seiner Eltern oder Erziehungsberechtigten) entspricht“ und der Verzicht rechtlich zulässig ist und wenn keine weiteren mutmaßlichen Opfer bekannt sind, die „ein Interesse an der strafrechtlichen Verfolgung der Taten haben könnten“ (Nr. 27). Von allen haupt- oder nebenamtlichen kirchlichen Mitarbeitern, die mit Kindern oder Jugendlichen arbeiten, soll künftig ein polizeiliches Führungszeugnis eingeholt werden (Nr. 48).
Der Trierer Bischof Stephan Ackermann sagte, aus den neuen Leitlinien gehe nun deutlicher als bisher hervor, dass die kirchliche Untersuchung die staatliche Ermittlung nicht behindern dürfe: „Das kirchenrechtliche Verfahren ist in keiner Weise vorgeordnet.“

## Leitlinien 2013
Die aktualisierten Leitlinien des Jahres 2013 regelten laut Titel nicht nur wie bisher das Vorgehen beim Missbrauch Minderjähriger, sondern den Umgang mit „sexuellem Missbrauch Minderjähriger und erwachsener Schutzbefohlener“. Der Text der Leitlinien 2013 umfasst 11 Seiten mit 58 nummerierten Regelungen, wiederum in 9 Hauptabschnitten mit teils weiterer Untergliederung.